# MTV Unplugged (álbum de Ricky Martin)
MTV Unplugged é o primeiro álbum ao vivo do cantor porto-riquenho Ricky Martin, lançado em CD e DVD pela Sony BMG Norte em 7 de novembro de 2006. MTV Unplugged foi gravado em 17 de agosto de 2006 em Miami.

## Produção e gravação
MTV Unplugged foi gravado em 17 de agosto de 2006 em Miami. Ele estreou na MTV Latin America, MTV Tr3s e MTV Puerto Rico em outubro de 2006. As canções incluem influências porto-riquenhas, e apresenta canções com cordas e sopros. Charlie Singer foi o produtor executivo do programa; José Tillán foi co-produtor e supervisionou o conteúdo musical, já Manny Rodríguez foi o responsável pela direção.
Durante o show, Ricky Martin se envolveu com ritmos caribenhos entre trompetes, acordeões, violinos, percussão e saxofone para interpretar novas versões de canções como "La Bomba", "Lola Lola", "Fuego de Noche, Nieve de Día", "Volverás", "María", "Asignatura Pendiente", "Vuelve", "Perdido Sin Ti". Na canção "Gracias Por Pensar en Mi" Ricky Martin presta uma homenagem ao grupo Legião Urbana, de Renato Russo, trata-se de uma versão em português da canção "A Via Láctea", cuja versão em espanhol foi feita pelo próprio cantor.
Sobre a seleção de canções o cantor afirmou: “Na hora de escolher as músicas, foi mais fácil para mim decidir o que não ia cantar em um unplugged do que ficar imaginando o que ia cantar nele”, explica. “Foquei no que estava a viver àquela altura e de forma bastante instintiva apareceram 12 canções que se ligam muito bem entre si. Tem gente que reclamou comigo por não ter cantado um hit específico, mas isso seria um empecilho no fluxo dessa produção”.

## Singles
Três novas faixas do álbum incluíam: "Pégate", "Con Tu Nombre" e "Tu Recuerdo". "Tu Recuerdo", liderou o Hot Latin Songs por três semanas e alcançou a posição de número 89 na Billboard Hot 100; "Pégate", o segundo single que alcançou o número 11 no Hot Latin Songs e o número 6 no Hot Dance Club Songs e "Con Tu Nombre", que alcançou o número 47 no Hot Latin Songs.

## Desempenho comercial
Comercialmente, tornou-se um sucesso. Nos Estados Unidos, estreou no número 1 no Top Latin Albums e número trinta e oito na Billboard 200, com vendas na primeira semana de 29.000 cópias. Até 2011, vendeu mais de 197.000 cópias no país, de acordo com a Nielsen Soundscan. Também ficou entre os dez primeiros na Argentina, Espanha e México. Posteriormente, foi certificado como disco duplo de platina na Argentina e ouro na Espanha. No México, obteve seu melhor desempenho, vendeu 200 mil cópias no formato físico e 750 mil cópias no formato download digital. As vendas totais do MTV Unplugged foram de 2 milhões de cópias em todo o mundo.

## Prêmios e indicações
| Ano  | Premiação                    | Categoria                          | Resultado | Ref.   |
| ---- | ---------------------------- | ---------------------------------- | --------- | ------ |
| 2007 | Billboard Latin Music Awards | Álbum de Pop Latino do Ano, Cantor | Indicado  | [ 10 ] |
| 2007 | Grammy Latino                | Álbum do Ano                       | Indicado  | [ 11 ] |
| 2007 | Grammy Latino                | Álbum de Pop Vocal Masculino       | Venceu    | [ 12 ] |
| 2007 | Grammy Latino                | Vídeo Musical de Longa Duração     | Venceu    | [ 12 ] |
| 2008 | Premio Lo Nuestro            | Álbum de Pop do Ano                | Venceu    | [ 13 ] |

## Lista de faixas
| MTV Unplugged – DVD |                                                                |                                           |                |         |  |
| N.º                 | Título                                                         | Compositor(es)                            | Produtor(es)   | Duração |  |
| 1.                  | "Gracias por Pensar en Mi"                                     | Renato Russo Ricky Martin                 | Tommy Torres   | 5:00    |  |
| 2.                  | "Perdido Sin Ti"                                               | Rosa Porter Escolar                       | Torres         | 5:13    |  |
| 3.                  | "Tu Recuerdo" (com part. de La Mari de Chambao e Tommy Torres) | Torres                                    | Torres         | 4:29    |  |
| 4.                  | "María"                                                        | Ian Blake K. C. Porter Luis Gómez Escolar | Torres         | 4:58    |  |
| 5.                  | "Asignatura Pendiente"                                         | Ricardo Arjona                            | Torres         | 4:31    |  |
| 6.                  | "Fuego de Noche, Nieve de Día"                                 | Blake Porter Escolar                      | Torres         | 5:28    |  |
| 7.                  | "Lola, Lola"                                                   | Rosa Porter Escolar                       | Torres         | 4:35    |  |
| 8.                  | "Con Tu Nombre"                                                | Cristian Zalles Juan Carlos Pérez Soto    | Torres         | 4:10    |  |
| 9.                  | "Volverás"                                                     | Blake Porter Escolar Martin               | Torres         | 5:05    |  |
| 10.                 | "La Bomba"                                                     | Rosa Porter Escolar                       | Torres         | 5:44    |  |
| 11.                 | "Vuelve"                                                       | Franco De Vita                            | Torres         | 5:43    |  |
| 12.                 | "Pégate"                                                       | Martin Roy Tavaré Torres                  | Torres         | 3:48    |  |
| Duração total:      | Duração total:                                                 | Duração total:                            | Duração total: | 58:44   |  |

| MTV Unplugged – CD padrão |                                                                |                             |                |         |  |
| N.º                       | Título                                                         | Compositor(es)              | Produtor(es)   | Duração |  |
| 1.                        | "Gracias por Pensar en Mi"                                     | Russo Martin                | Torres         | 4:38    |  |
| 2.                        | "Con Tu Nombre"                                                | Zalles Soto                 | Torres         | 4:20    |  |
| 3.                        | "María"                                                        | Blake Porter Escolar        | Torres         | 5:31    |  |
| 4.                        | "Tu Recuerdo" (com part. de La Mari de Chambao e Tommy Torres) | Torres                      | Torres         | 4:07    |  |
| 5.                        | "Perdido Sin Ti"                                               | Rosa Porter Escolar         | Torres         | 4:26    |  |
| 6.                        | "Asignatura Pendiente"                                         | Arjona                      | Torres         | 4:19    |  |
| 7.                        | "Vuelve"                                                       | De Vita                     | Torres         | 5:35    |  |
| 8.                        | "Lola, Lola"                                                   | Rosa Porter Escolar         | Torres         | 4:20    |  |
| 9.                        | "Volverás"                                                     | Blake Porter Escolar Martin | Torres         | 5:05    |  |
| 10.                       | "La Bomba"                                                     | Rosa Porter Escolar         | Torres         | 5:49    |  |
| 11.                       | "Fuego de Noche, Nieve de Día"                                 | Blake Porter Escolar        | Torres         | 5:12    |  |
| 12.                       | "Pégate"                                                       | Martin Tavaré Torres        | Torres         | 4:05    |  |
| Duração total:            | Duração total:                                                 | Duração total:              | Duração total: | 57:27   |  |

| MTV Unplugged – Faixa bônus da edição japonesa |                                |                      |                |         |  |
| N.º                                            | Título                         | Compositor(es)       | Produtor(es)   | Duração |  |
| 13.                                            | "Pégate" (Echo & Diesel Remix) | Martin Tavaré Torres | Torres         | 3:38    |  |
| Duração total:                                 | Duração total:                 | Duração total:       | Duração total: | 61:05   |  |

| MTV Unplugged – DVD bônus exclusivo do Walmart |                                            |         |  |
| N.º                                            | Título                                     | Duração |  |
| 1.                                             | "The Making of Ricky Martin MTV Unplugged" | 40:00   |  |

## Tabelass
| Tabela musical (2006)                      | Melhor posição |
| ------------------------------------------ | -------------- |
| Argentinian Albums (CAPIF)                 | 2              |
| Itália (FIMI)                              | 74             |
| Mexican Albums (AMPROFON)                  | 2              |
| Portugal (AFP)                             | 28             |
| Espanha (PROMUSICAE)                       | 6              |
| Estados Unidos (Billboard 200)             | 38             |
| Estados Unidos (Top Latin Albums)          | 1              |
| Estados Unidos (Latin Pop Albums)          | 1              |
| Estados Unidos (Billboard US Music Videos) | 5              |

| Tabela musical (2006)  | Posição |
| ---------------------- | ------- |
| Uruguayan Albums (CUD) | 2       |

| Tabela musical (2006)     | Posição |
| ------------------------- | ------- |
| Argentine Albums (CAPIF)  | 13      |
| Mexican Albums (AMPROFON) | 30      |

| Tabela musical (2007)           | Posição |
| ------------------------------- | ------- |
| Mexican Albums (AMPROFON)       | 11      |
| US Top Latin Albums (Billboard) | 13      |
| US Latin Pop Albums (Billboard) | 5       |

| Tabela musical (2000s)          | Posição |
| ------------------------------- | ------- |
| US Top Latin Albums (Billboard) | 92      |

## Certificações e vendas
| Região                                                                                             | Certificação            | Vendas    |
| -------------------------------------------------------------------------------------------------- | ----------------------- | --------- |
| Argentina (CAPIF)                                                                                  | 2× Platina              | 20,000^   |
| Espanha (PROMUSICAE)                                                                               | Ouro                    | 40,000^   |
| Estados Unidos (RIAA)                                                                              | 2× Platina              | 200,000^  |
| México (AMPROFON)                                                                                  | 2× Platina              | 200,000^  |
| México (AMPROFON) Preloaded digital                                                                | Diamante+2×Platina+Ouro | 750,000^  |
| Venezuela                                                                                          | Platina                 | 10,000^   |
| Resumos                                                                                            |                         |           |
| América Central                                                                                    | 3× Platina              | —         |
| Mundo                                                                                              | —                       | 2,000,000 |
| *números de vendas baseados somente na certificação ^distribuições baseadas apenas na certificação |                         |           |

| Região                                                                                             | Certificação | Vendas  |
| -------------------------------------------------------------------------------------------------- | ------------ | ------- |
| Argentina (CAPIF)                                                                                  | Platina      | 8,000^  |
| Estados Unidos (RIAA)                                                                              | Ouro         | 50,000^ |
| *números de vendas baseados somente na certificação ^distribuições baseadas apenas na certificação |              |         |